# يان سكوت
يان سكوت (بالإنجليزية: Ian Scott)‏ (20 سبتمبر 1967 بمانشستر في المملكة المتحدة - ) هو لاعب كرة قدم بريطاني في مركز الوسط. لعب مع ستوك سيتي ومانشستر سيتي ونادي بوري ونادي كرو ألكساندرا.